# Saint-Pierre-du-Mont (Landas)
Saint-Pierre-du-Mont (en occitano Sent Pèr deu Mont) es una localidad y comuna de Francia, situada en el departamento de Landas (40) y en la región de Aquitania. Sus habitantes reciben el gentilicio en francés de Saint Pierrois.

## Geografía
Saint-Pierre du Mont es limita con la parte sur de Mont-de-Marsan.
Otra comuna limítrofe: Benquet

## Administración
| Periodo                                     | Identidad           | Partido | Otros cargos |
| ------------------------------------------- | ------------------- | ------- | ------------ |
| marzo 2001                                  | Jean-Pierre Jullian |         |              |
| Los datos anteriores todavía no se conocen. |                     |         |              |

## Demografía
| 2 254 | 4 305 | 6 104 | 6 290 | 7 075 | 7 164 |
| Para los censos de 1962 a 1999 la población legal corresponde a la población sin duplicidades (Fuente: INSEE [Consultar]) |       |       |       |       |       |